# Цитозом
Цитозоми (микротела) су мале лоптасте органеле омеђене (опкољене) простом мембраном. 
Прво су откривени у ткивима животиња (у ћелијама бубрега миша), а назив микротела је први употребио Родин (1954).  Цитозоме у биљним ћелијама први је пронашао Портер са сарадницима (1958) у меристемским ћелијама корена лука. Данас је познато да се ове органеле налазе у ћелијама многих скривеносеменица, а такође и код алги и гљива. Пречника су 0,2-1,5 μm и имају сферичан, јајолик или неправилан облик. Увек су причвршћени за канале ендоплазматичног ретикулума, по чему се разликују од лизозома и сферозома који су слободно распоређени у цитоплазми. У фотосинтетичким ткивима су тесно повезани са хлоропластима и митохондријама.
Биохемијским и цитохемијским испитивањима је утврђено да се у животињским и биљним ћелијама могу разликовати две категорије циотозома: пероксизоми и глиоксизоми. Цитозоми су, као и лизозоми, пореклом од ендоплазматичног ретикулума. Нису ограничени само на фотосинтентичка ткива. Налазе се у великим количинама у ендосперму и котиледонима за време клијања семена. Биверс је описао промене на микротелима, које се дешавају током развића и озелењавања котиледона младих биљака тикве. У раном стадијуму глицериди прелазе у шећер, при чему се образују ензими глиоксилатног циклуса и глиоксизоми су присутни. Ако се у том стадијуму растења биљке изложе светлости, тада њихови котиледони озелењавају, а у цитозомима се јављају ензими карактеристични за пероксизоме. У исто време се активност глиоксилатног циклуса смањује и најзад престаје при чему глиоксизоми нестају.

## Пероксизоми
Пероксизоми су органеле у којима се налазе ензими оксидазе и каталазе који омогућавају стварање и разарање водоник-пероксида. Откриће пероксизома се доводи у везу са периодом од 1960-1969 у коме су многобројни радови посвећени у проучавању поменутих органела, тако да се не може рећи да су откривени 1969. године. Пероксизоми су органеле са једноставном мембраном која опкољава фино гранулирани (ситнозрнаст) матрикс.
Код биљака су нарочито бројни у фотосинтетичким ткивима. Толберт (1961) је испитивао цитозоме у ћелијама листа и нашао је да су јако слични животињским пероксизомима и назвао их је лисним пероксизомима. Нуклеоид је нешто гушћи садржај у централном делу партикуле; код ћелија јетре нуклеоид пероксизома има кристалоидну или тубуларну структуру. Распрострањеност ових партикула је веома велика. Они су октривени у ћелијама сисара (ћелији јетре, бубрега, коштаног ткива) и у ћелијама птица (средње црево пилета). Констатоване су код извесних протозоа, код семена и у листовима биљака. 
Морфолошки, постоје знатне разлике између пероксизома. Те разлике се пре свега односе на нуклеоид пероксизома који у неким случајевима може имати поктовичаст изглед, а некада имају кристални изглед. Истраживања показују да се кристална структура састоји од тубуларних (цевастих) структура различитих димензија. Тако се кристалоиди деле на крупноцевасте, ситноцевасте и и кристалоиде разгранатог простирања. Већ је поменуто да се у пероксизомима се налазе ензими оксидазе и каталазе. Најпознатије су уратоксидаза, оксидаза D-аминокислеина и D-аминокиселина. Постоје пероксизоми који поседују само једну од наведених оксидаза, али нису ретке ни ћелије у чијим се пероксизомима налазе све поменуте оксидазе. Њихова функција у стварању водоник пероксида још увек није сасвим јасна, али се зна да је уско повезана са присуством каталаза које разлажу водоник-пероксид. Пероксизоми се могу наћи у цитполазми као посебне органеле, или су у блиској структури са другим цитоплазматичним структурама. Најчешће остварују блиски контакт са ендоплазаматичним ретикулумом и то са глатким, али се могу наћи и уз мембране грануларног ендоплазматичног ретикулума. Тачна функција пероксизома није разјашњена, али је прихваћено гледиште да је њихова основна функција у вези са метаболизмом водоник-пероксида. Водоним пероксид се образује при оксидацији Д-аминокиселина и Л-а-хидроксикиселина, а потом се разлаже под дејством ензима пероксидазе и каталазе.

## Глиоксизоми
Глиоксизоми су мале органеле у облику везикула које су као и пероксизоми окружени простом мембраном. Налазе се само у биљним ћелијама. Пронађени су у великој количини у ендосперму и котиледонима за време клијања семена. Биверс их је најпре посматрао код рицинуса и дао им назив глиоксизоми. 
У семенима која садрже доста масти је доминанатан метаболизам претварања масти у шећере и у тим реакцијама глиоксизоми имају примарну улогу. Ове реакције се заједничким именом зову глиоксилатни циклус (циклус глиоксилатне киселине). Ензими глиоксилатног циклуса који се зову изоцитратна лијаза и јабучна синтетаза, су индуковани ензими, који се синтетишу за време клијања, а ишчезавају, када се трошење масних материја заврши. Разлагањем масних материја се јављају као продукти молекули acetil-CoA (ацетил коензим А), који улазе у глиоксилатни циклус. Ту се acetil-CoA преноси на оксалосирћетну киселину и образује се лимунска киселина уз издвајање CoA (коензим А). Изомеризацијом постаје затим изолимунска киселина. Сада настаје разлагање ове киселине изоцитразом у глиоксилну киселину и ћилибарну киселину. Глиоксилна киселина се везује са остатком ацетила и образује се јабучна киселина , која се даље дехидрогенацијом претвара у оксалосирћетну киселину. Тиме се циклус завршава.